# Abdullahi Issa

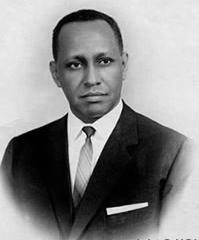
Abdullahi Issa Mahamud

Abdullahi Issa Mahamud (Somali: Cabdullahi Ciise Maxamuud, * 11. November 1922 in Afgooye, Italienisch-Somaliland; † 11. März 1988 in Rom) war 1956–1960 Premierminister des UN-Treuhandgebietes Italienisch-Somaliland. Danach war er in verschiedenen Positionen an der Regierung des unabhängigen Somalia beteiligt.

## Leben
Bei Ausbruch des Zweiten Weltkrieges war Abdullahi Issa Student. Nach Ende des Krieges trat er der neu gegründeten, ersten Partei Somalias, der Somalischen Jugendliga SYL bei und stieg zu dessen Generalsekretär auf. Als Gesandter der SYL reiste er nach Paris und New York, um das Anliegen der Unabhängigkeit der Somali – für das die SYL entschieden eintrat – zu vertreten.
Nachdem er in den Wahlen 1956 als Abgeordneter der SYL gewählt worden war, wurde ihm aufgetragen, Somalias erste Regierung zu bilden, womit er erster Premierminister des Landes wurde. 1959 wurde er wiedergewählt und blieb Premierminister, daneben war er zeitweise Außen-, Innen- und Justizminister. In der Regierung, die nach der Unabhängigkeit Somalias 1960 gebildet wurde, bekleidete Abdullahi Issa das Amt des Außenministers, Premierminister wurde Mohammed Haji Ibrahim Egal. Nach den Wahlen von 1964 wurde Abdullahi Issa Abgeordneter der SYL für Beledweyne.